# 福岡ボクシングジム
福岡ボクシングジム（ふくおか-、Fukuoka Boxing Gym）は、福岡県福津市にあるボクシングジムである。

## 概要
1985年に、福岡中央ジム（現・福岡帝拳ジム）から独立したプロモーターの越本英武により、「福間スポーツジム」として設立。後に現ジム名に改称し、息子である越本隆志を、九州のジムとして初めての世界王者に育て上げた。
隆志の現役引退に伴い、現在は越本隆志にジム経営が引き継がれ、元日本チャンピオンの大之伸くまらが在籍していた。
マネージャーを務めていた吉本秀生は現在ムエタイジムを経営している。

## 所在地
福岡県福津市花見が丘